# Recopa Gaúcha de 2020
A Recopa Gaúcha de 2020 foi disputada em jogo único entre o Grêmio, campeão do Gauchão de 2019 e o Pelotas, campeão da Copa FGF de 2019. A única partida, foi disputada em 19 de janeiro de 2020, no Estádio Boca do Lobo. O Jogo finalizou empatado em 1 a 1 no tempo normal. Nos pênaltis, a equipe do Pelotas venceu por 5 a 4, sagrando-se campeão.

## Participantes
| Clube   | Cidade       | Classificação                        | Participação | Melhor Resultado |
| ------- | ------------ | ------------------------------------ | ------------ | ---------------- |
| Grêmio  | Porto Alegre | Campeão do Campeonato Gaúcho de 2019 | 2ª           | Campeão (2019)   |
| Pelotas | Pelotas      | Campeão da Copa FGF de 2019          | 2ª           | Campeão (2014)   |

## Partida

### Jogo Único
| 19 de janeiro | Pelotas            | 1 – 1 | Grêmio       | Estádio Boca do Lobo, Pelotas |
| 16:00         | Mateus Santana 16' |       | 83' Ferreira | Árbitro: RS Daniel Nobre Bins |

|                                                          |       | Penalidades                                 |  |
| Juliano Tatto Felipe Guedes Juliano Mateus Santana Tadeu | 5 – 4 | Darlan Matheus Frizzo Rodrigues Isaque Ruan |  |

| Pelotas | Grêmio |